# Kaira gibberosa
Kaira gibberosa är en spindelart som beskrevs av Octavius Pickard-Cambridge 1890.
Kaira gibberosa ingår i släktet Kaira och familjen hjulspindlar. Inga underarter finns listade i Catalogue of Life.